# ریور گروو (ایلینوی)
ریور گروو (به انگلیسی: River Grove) یک روستا در ایالات متحده آمریکا است که در ایلینوی قرار دارد. ریور گروو ۶٫۱۹ کیلومتر مربع مساحت و ۱۰٬۲۲۷ نفر جمعیت دارد.